# Хвойново езеро
Хвойново езеро (Голям снежник, Хвойненско езеро) е езеро в Източните Родопи, западно от реброто Бостанджика и под връх Хвойнова поляна (945,3 м).

## Описание
Образувано е още в края на плиоцена в тилно понижение на свлачище. В езерото са се отлагали седименти – пясъчници и конгломерати. Площта му е 9 декара. Оттича се към Вадовска река, приток на река Топайчище, която е начален приток на Кирковска река. От южния му край изтича поток, който след 1,3 км се влива в река Якмоклудере, ляв приток на река Сушица (Компсатос Потамос, Куру-Потамос), която се влива в лимана Вистонис (Бистонско езеро, Буругьол, Вистонида). Изградена е стена, която е превърнала естественото езеро във водохранилище. Зарибено е с шаран и е на разположение на туристите. След образуване на ерозионни пукнатини и улягане на коронната стена е настъпило пропадане на дъното и околовръстната стена и преливника е спукан и отново е станало езеро. Стената е обрасла с храсти и растителност. Извършвани са ремонтни дейности. В близост до езерото е хижа „Хвойнова поляна“. В района и по поречието на Кирковска река и нейните притоци има и десетина по-малки езерца, някои от тях са превърнати в микроязовири, а други са заблатени.